# Gerilla-hadviselés
A gerilla-hadviselés olyan katonai módszer, amely során kis létszámú, mozgékony, irreguláris fegyveres csoport meglepetésszerű támadást hajt végre nagyobb létszámú és emiatt általában kevésbé mozgékony katonai egység ellen. A gerilla-hadviselést alkalmazó csoportok rendszerint kihasználják az általuk jól ismert terület adottságait, és ezért védelmi pozícióban rendezkednek be. Ezzel arra kényszerítik az ellenséget, hogy azok egy számukra kevésbé ismert terepen mozogjanak. A második világháborúban a náci megszállók ellen Európában gerilla-hadviselést folytató önkénteseket általában partizánoknak nevezik. 

## Leírása
A gerilla-hadviselés jellemzően a fegyveres ellenállók vagy milicisták által, hagyományos hadseregek ellen alkalmazott taktika. Nem keverendő össze a kisebb létszámú reguláris katonai alegységek által végrehajtott katonai műveletekkel.
A gerilla szó a spanyol guerra (’háború’) szóból ered. Az -illa kicsinyítő képzővel körülbelül a ’kis háború’ kifejezést jelenti. A félszigeti háború a napóleoni háborúk egyik szakasza, ami során a Grande Armée marsalljai elfoglalták az Ibériai-félszigetet, de a franciabarát hatalmat nem tudták stabilizálni az elégedetlen spanyolok és portugálok miatt, akik a partraszálló britek (Arthur Wellesley, Wellington hercege) támogatásával fegyvert fogtak az önrendelkezés kivívásáért. Ezen harci egységek a guerrilla-k, férfi tagjai a guerrillero-k, női tagjai a guerrillera-k.  
A hadviselés ezen formája a 20. században is nagy szerephez jutott. Az egyik első, meglepetésszerű sikere 1920-ban következett be, amikor a felkelő írek vereséget mértek az angolokra. A későbbiekben Mao Ce-tung a kínai-japán háborúban, illetve a Japán által megszállt kínai területeken sajátította el a gerillataktika fogásait. A kubai forradalom, illetve az algériai háború is segítette a gerillaelméletek fejlődését. Jelentős fejlődést hozott magával a vietnámi háború. Che Guevara bolíviai vagy kongói próbálkozásai azonban kudarccal értek véget. A szovjet-afgán háborúban a mudzsahedin gerillák súlyos anyagi és morális veszteségeket okoztak a Szovjet Hadseregnek. A 2001-es amerikai-afgán háború se hozott több eredményt, a különbség annyi volt, hogy most a tálibok ellen kellett harcolni; itt is kudarcot vallott a beavatkozás. 

Francisco Goya festménye
Madrid védőinek kivégzése (1814)
("Május harmadika")fgsgg

## Nagy gerillamozgalmak a 20. században
A gerillamozgalmakat 4 kategóriába lehet sorolni:
1. Nemzeti
2. Vallási (fundamentalista iszlám, szélsőséges keresztény, ultra-cionista zsidó, stb.)
3. Szeparatista (Etnikai, törzsi, stb.)
4. Honvéd (esetek többségében nincs konkrét politikájuk a megszállók kiűzésén kívül)
5. Terrorista(szerű) (főleg iszlám szervezetek, de van másféle is)

A gerilla-hadviselés jelentősebb képviselői: Mao Ce-tung, Abd el-Krim, Thomas Edward Lawrence, Võ Nguyên Giáp, Josip Broz Tito, Michael Collins, Che Guevara, Carlos Marighella, Szun-ce.